# Greenwich (Ohio)
Greenwich é uma vila localizada no estado norte-americano de Ohio, no Condado de Huron.

## Demografia
Segundo o censo norte-americano de 2000, a sua população era de 1525 habitantes.
Em 2006, foi estimada uma população de 1534, um aumento de 9 (0.6%).

## Geografia
De acordo com o United States Census Bureau tem uma área de
3,5 km², dos quais 3,5 km² cobertos por terra e 0,0 km² cobertos por água. Greenwich localiza-se a aproximadamente 317 m acima do nível do mar.

## Localidades na vizinhança
O diagrama seguinte representa as localidades num raio de 16 km ao redor de Greenwich.